# Per Mertesacker
Per Mertesacker (phát âm tiếng Đức: [ˈpeːɐ̯ ˈmɛʁtəsʔakɐ]; sinh ngày 29 tháng 9 năm 1984) là một cựu cầu thủ bóng đá người Đức chơi ở vị trí hậu vệ. Hiện tại anh đang là huấn luyện viên đội trẻ của Arsenal.
Mertesacker là một sản phẩm từ lò đào tạo trẻ của Hannover 96, anh được thi đấu trận đầu tiên ở giải vô địch vào tháng 11 năm 2003. Mertesacker đã nhanh chóng được mệnh danh là "Cây cột phòng ngự" (die Abwehrlatte) bởi các tờ báo lá cải của Đức và đã tạo dựng được danh tiếng thông qua kỷ lục chơi 31 trận ở Bundesliga mà không phải nhận bất kỳ một thẻ vàng nào. Từ khi gia nhập Arsenal, người hâm mộ đã gán cho anh biệt danh là BFG, viết tắt của 'Big Fucking German' (Người Đức to lớn), nhằm liên tưởng đến nhân vật BFG trong tác phẩm cùng tên của nhà văn Roald Dahl bởi chiều cao của anh. Anh được mô tả là một người oai nghiêm, đáng tin cậy, vượt trội và là một hậu vệ tài năng.
Cùng với Werder Bremen, Mertesacker đã vô địch DFB-Pokal và kết thúc ở vị trí á quân tại UEFA Cup 2008-09. Là một cầu thủ trầm tĩnh nhưng hiệu quả, anh đã trở thành sự lựa chọn hàng đầu ở vị trí trung vệ của đội tuyển Đức. Anh đã có hơn 75 lần xuất hiện trong màu áo đội tuyển quốc gia dù tuổi đời còn trẻ. Trước khi được chơi cho đội tuyển quốc gia, anh đã được thi đấu ở tuyển trẻ U20 và U21 của Đức. Vào tháng 9 năm 2004, Jürgen Klinsmann, huấn luyện viên của đội tuyển Đức, đã triệu tập Mertesacker cho trận đấu vào ngày 9 tháng 10 năm 2004 gặp Iran. Anh có màn ra mắt ở đội tuyển quốc gia chưa đầy hai tuần sau sinh nhật lần thứ 20 khi anh vào sân trong hiệp hai để thay thế cho Christian Wörns. Trong hai mùa giải cuối cùng của anh ở Werder Bremen, hậu vệ này chỉ phải nhận đúng một thẻ vàng trong 63 trận ở giải vô địch. Anh đã cùng đội tuyển Đức góp mặt ở World Cup 2006, 2010 và 2014 cùng với các kỳ Euro vào các năm 2008 và 2012. Năm 2006, hậu vệ này đã thành lập 'Per-Mertesacker-Stiftung', một quỹ từ thiện nhằm giúp hỗ trợ cho những vận động viên nghiệp dư và những người nghèo khổ.
Năm 2011, anh gia nhập Arsenal F.C với mức giá khoảng 10 triệu € và giành được 3 Cúp FA và Siêu cúp Anh vào năm 2014, 2015 và 2017. Năm 2018, anh chính thức giải nghệ trong màu áo Arsenal và chuyển sang công tác đào tạo trẻ tại câu lạc bộ.

## Sự nghiệp câu lạc bộ

### Hannover 96
Mertesacker, người gốc Hanover, bắt đầu sự nghiệp tại câu lạc bộ địa phương Hannover 96, nơi mà anh được thi đấu dưới sự chỉ đạo của chính cha mình, Stefan, một trong những huấn luyện viên của đội trẻ, và anh được thi đấu trận đầu tiên ở giải vô địch vào tháng 11 năm 2003 đối đầu với 1. FC Köln. Mặc dù năng lực của anh là điều không phải bàn cãi, nhưng Mertesacker tại thời điểm đó không được xem như một tài năng đặc biệt và anh thường xuyên nghĩ đến việc chuyển sang chơi một môn thể thao khác.
Mertesacker thực hiện nghĩa vụ dân sự của mình, khi anh đang là một cầu thủ học việc, tại trung tâm dành cho người khuyết tật ở Hanover. Anh đã có một khởi đầu không may mắn tại câu lạc bộ ở quê nhà, bị gãy mũi và đã ghi bàn phản lưới nhà ngay sau đó, nhưng anh đã khẳng định được mình là một trong những hậu vệ trẻ đầy hứa hẹn ở Bundesliga. Cầu thủ có thân hình mảnh khảnh Mertesacker đã được mệnh danh là 'Cây cột phòng ngự' (die Abwehrlatte) bởi các tờ báo lá cải của Đức và đã tạo dựng được danh tiếng thông qua kỷ lục về sự 'chơi đẹp' của mình.
Mertesacker thi đấu 31 trận đấu đầu tiên của anh ở Bundesliga mà không phải nhận bất kỳ một thẻ vàng nào, điều này đã khiến anh nhận được lời khen ngợi của một tạp chí thể thao, họ gọi anh là 'Quý ông chơi đẹp' (Mr. Clean) của Bundesliga. Anh chỉ phải nhận đúng hai thẻ vàng trong toàn bộ sự nghiệp của mình ở Hannover. Vào ngày 13 tháng 5 năm 2006, anh có lần cuối cùng chơi cho Hannover 96 và tạo dấu ấn bằng việc ghi bàn mở tỷ số trong trận hòa 2–2 trước Bayer Leverkusen.
Trong khoảng thời gian tại Hannover 96, anh là bạn thân của cầu thủ quá cố Robert Enke, và cùng với Michael Ballack, đã dâng lên một vòng nguyệt quế trong buổi lễ tưởng niệm cái chết của Enke. Sau đó anh đã lập một quỹ tạm thời thông qua tổ chức của mình (Per Mertesacker Stiftung) để quyên góp giúp cho người vợ góa của Enke.

### Werder Bremen

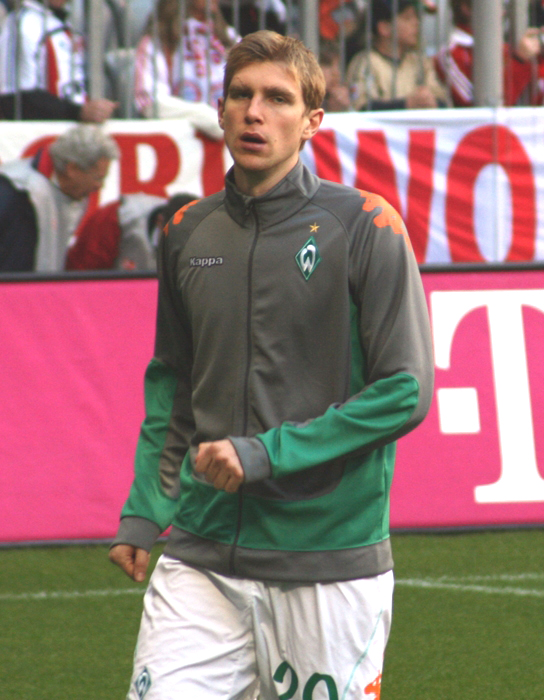
Mertesacker trong khoảng thời gian tại Werder Bremen.

Vào tháng 8 năm 2006 Mertesacker chuyển đến Werder Bremen với một thỏa thuận trị giá 5 triệu euro sau màn trình diễn ấn tượng ở World Cup 2006, giải đấu mà đội tuyển Đức đã kết thúc ở vị trí thứ ba. Mặc dù phải bỏ lỡ một tháng rưỡi đầu tiên do chấn thương mắc phải ở World Cup, anh đã nhanh chóng chiếm lĩnh được vị trí trung vệ sở trường khi trở lại đội hình xuất phát.
Tháng 11, anh ghi bàn thắng đầu tiên của mình ở Champions League trong chiến thắng 1–0 trước Chelsea để chặn đứng chuỗi trận bất bại của nhà đương kim vô địch Premier League ở Champions League mùa giải đó. Trong lần đầu tiên trở lại AWD-Arena ở trận đấu mở màn giai đoạn lượt về của mùa giải, anh đã không ăn mừng sau khi ghi bàn vào lưới câu lạc bộ thời niên thiếu của anh.
Mùa giải 2007–08 là một mớ hỗn độn đối với Mertesacker. Anh đá chính hầu như tất cả các trận đấu của Bremen ở giải vô địch cũng như đấu trường châu Âu và phải nhận thẻ đỏ đầu tiên trong sự nghiệp bóng đá đỉnh cao của anh trong thất bại 6–3 trước VfB Stuttgart. Bremen kết thúc ở vị trí á quân tại giải vô địch, kém 10 điểm so với nhà vô địch Bayern München, và có được một suất tham dự Champions League ở mùa giải tiếp theo. Vào cuối mùa giải, anh đã gia hạn hợp đồng với câu lạc bộ thêm hai năm nữa.
Sau khi trở về từ Euro 2008, Mertesacker một lần nữa phải bỏ lỡ giai đoạn đầu của mùa giải mới với một chấn thương đầu gối và vấn đề về sức khỏe. Vào tháng 9, anh đã trở lại đội hình xuất phát. Anh ghi bàn mở tỷ số trong trận bán kết Cúp quốc gia Đức trên sân của đối thủ cùng ở miền bắc nước Đức, Hamburg, để phá vỡ thế bế tắc sau hiệp một không bàn thắng nhưng đội chủ nhà sau đó đã cân bằng tỷ số, buộc trận đấu phải bước sang hiệp phụ và cuối cùng Bremen đã giành chiến thắng 4–2 trên chấm penalty.
Anh là một nhân tố góp mặt thường xuyên trong đội hình ở giai đoạn tiếp theo của mùa giải cho đến khi một ca chấn thương buộc anh phải rời sân ở trận bán kết lượt về UEFA Cup 2008-09 trước đối thủ cùng thi đấu ở Bundesliga, Hamburg. Sau đó thông tin được tiết lộ rằng anh đã bị rách dây chằng ở mắt cá chân phải và cần phải phẫu thuật. Anh đã phải ngồi ngoài ở phần còn lại của mùa giải, bao gồm trận chung kết UEFA Cup để thua trước Shakhtar Donetsk và chiến thắng ở chung kết Cúp quốc gia Đức. Tổng cộng anh ghi được bốn bàn thắng trong mùa giải đó, bao gồm bàn thắng cân bằng tỷ số cực kỳ quan trọng vào lưới VfL Wolfsburg.
Mertesacker bắt đầu mùa giải 2009–10 với chiến thắng 5–0 trước FC Union Berlin ở DFB-Pokal ở trận đấu đầu tiên của mùa giải. Vào tháng 10, anh ghi bàn thắng đầu tiên của anh trong mùa giải ở chiến thắng 2–0 trước Hoffenheim và bàn thắng cân bằng tỷ số ở phút cuối cùng trong trận đụng độ với đội bóng đang dẫn đầu trên bảng xếp hạng, Bayer Leverkusen, vào tháng 2. Anh đã chơi tổng cộng 33 trận ở Bundesliga, ghi được năm bàn thắng trong mùa giải đó.
Mùa giải 2010-11, Mertesacker có 30 lần ra sân ở Bundesliga, ghi được hai bàn thắng. Anh thực hiện trung bình 46,3 đường chuyền trong mỗi trận đấu, xếp thứ ba trong đội hình của Bremen, và đứng thứ hai về tỷ lệ các đường chuyền thành công, với 82%, điều này cho thấy rằng anh không phải chỉ giỏi về không chiến.
Trong hai mùa giải cuối cùng của anh tại Bremen, chàng hậu vệ khổng lồ này chỉ phải nhận đúng một thẻ vàng trong 63 trận ở giải vô địch. Hầu hết mọi người đều nghĩ rằng trung vệ to lớn Mertesacker sẽ phải phạm lỗi rất nhiều, nhưng trên thực tế, Mertesacker trung bình có ít hơn một pha phạm lỗi mỗi trận.

### Arsenal

#### Mùa giải 2011-12

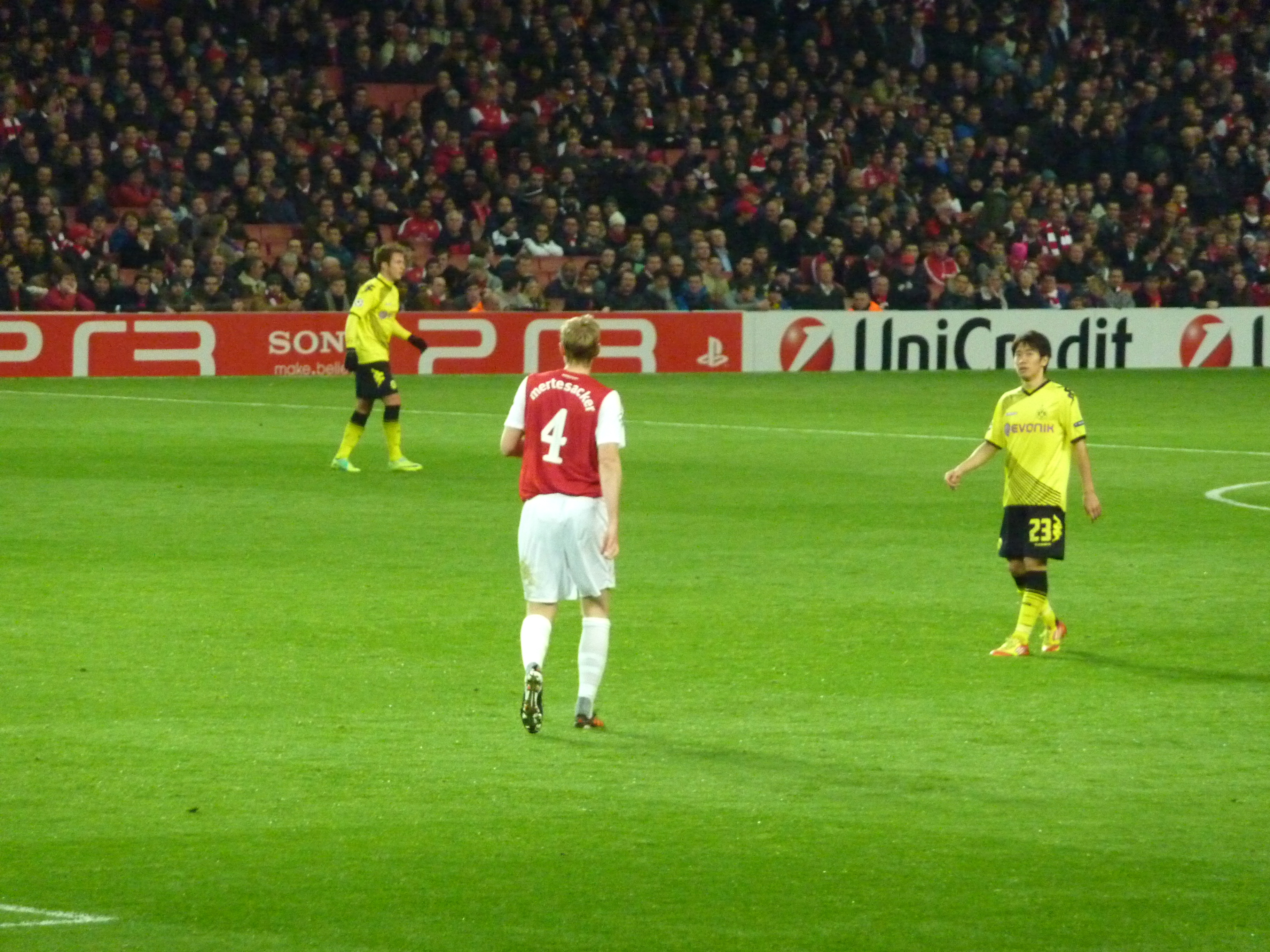
Mertesacker cùng Arsenal đối đầu với Borussia Dortmund ở UEFA Champions League

Vào ngày 31 tháng 8 năm 2011, Arsenal xác nhận rằng họ đã ký với Mertesacker một bản hợp đồng có thời hạn bốn năm; ngay sau trận thua 8–2 trước Manchester United tại Old Trafford. Anh được nhận chiếc áo số 4, số áo trước đó được mặc bởi cựu đội trưởng của câu lạc bộ, Cesc Fàbregas. Mertesacker có màn ra mắt ở giải vô địch trong chiến thắng 1–0 trên sân nhà trước Swansea City. Anh đã thi đấu trọn vẹn 90 phút. Mertesacker chơi trận đầu tiên của anh ở UEFA Champions League cho Arsenal trên sân của Borussia Dortmund và thi đấu trọn vẹn cả trận. Anh đã có được vị trí chính thức trong đội hình sau một chuỗi những màn trình diễn ấn tượng và chấn thương của Thomas Vermaelen. Mertesacker cho biết anh đã phải cải thiện một cách nhanh chóng để thích ứng với môi trường Premier League kể từ khi gia nhập Arsenal. Anh đã bị chỉ trích vì thiếu tốc độ và thừa nhận rằng việc bổ sung thể lực là một điều mới mẻ với mình. Mertesacker cũng tuyên bố rằng anh đã không thể lấy lại phong độ của mình do giải vô địch ở Anh thiếu kỳ nghỉ đông, thứ mà anh đã được trải nghiệm khi còn chơi ở Đức. Sau đó, anh đã đáp lại những chỉ trích bằng một tháng 12 tuyệt vời và cũng cho thấy rằng anh đã thích nghi được với môi trường bóng đá Anh bằng những màn trình diễn ấn tượng trước các đối thủ Wigan Athletic và Everton, giúp Arsenal kết thúc tháng 12 với chỉ ba bàn thua trong sáu trận. Vào ngày 11 tháng 2 năm 2012, Mertesacker đã bị dính chấn thương mắt cá chân trong trận đấu trên Sân vận động Ánh sáng của Sunderland, một sân bóng có mặt sân rất tệ. James McClean đã đưa Sunderland vượt lên dẫn trước 1–0 sau pha té ngã của Mertesacker, mặc dù vậy sau đó Arsenal đã có cuộc lội ngược dòng và giành chiến thắng với tỷ số 2–1. Mertesacker cần phải phẫu thuật mắt cá chân, và phải ngồi ngoài trong phần còn lại của mùa giải.

#### Mùa giải 2012-13

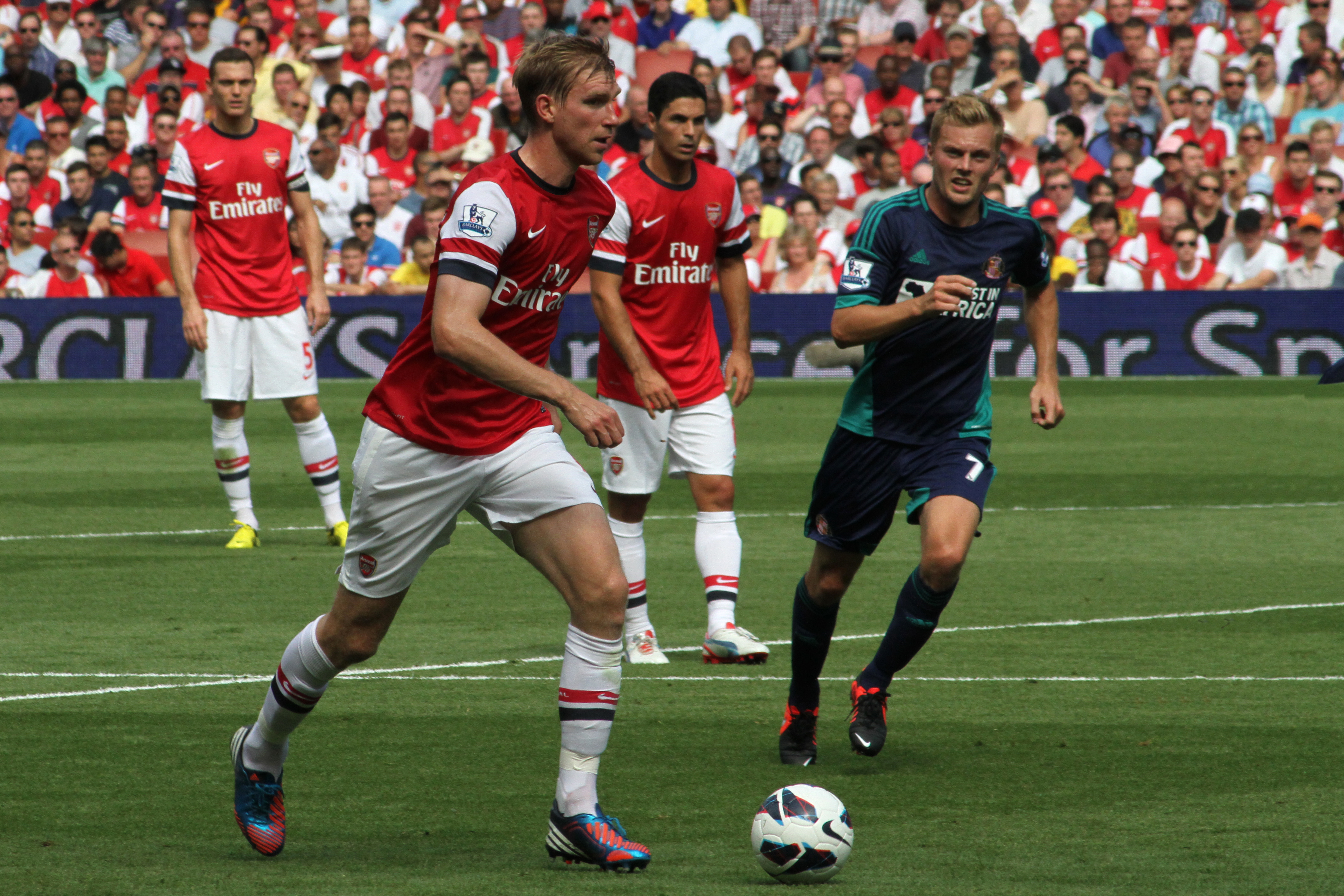
Mertesacker đang kiểm soát bóng trong trận đối đầu với Sunderland năm 2012

Do chấn thương của Laurent Koscielny, Mertesacker được đá cặp với Vermaelen tại trung tâm hàng phòng ngự của the Gunners trong giai đoạn đầu của mùa giải. Họ đã thiết lập được một sự gắn kết mạnh mẽ, với việc Arsenal chỉ bị thủng lưới một bàn duy nhất trong bốn trận đầu mùa, đặc biệt là màn trình diễn ấn tượng của Mertesacker trong chiến thắng 2–0 trước Liverpool tại Anfield. Một lần nữa anh đã thể hiện màn trình diễn xuất sắc trước Manchester City trong một trận đấu mà anh đã có đến bảy pha đánh chặn và giúp Arsenal giành được một điểm trên sân của nhà đương kim vô địch, đồng thời anh cũng được bình chọn là Cầu thủ xuất sắc nhất trận đấu. Tuyển thủ người Đức đã phải bỏ lỡ hai trận đấu tiếp theo của Arsenal đối đầu với Chelsea và nhà đương kiêm vô địch Hy Lạp, Olympiacos, ở Champions League do bị nhiễm virus. Mertesacker hồi phục chấn thương và thi đấu trọn vẹn 90 phút tại Upton Park trong chiến thắng 3-1 ở trận derby trước West Ham vào ngày 6 tháng 10. Ngày 17 tháng 11, anh ghi bàn thắng đầu tiên của anh cho Arsenal trong chiến thắng 5–2 ở trận derby Bắc London đối đầu với Tottenham. Vào ngày 26 tháng 1, Mertesacker lần đầu tiên được mang băng đội trưởng ở trận đấu tại vòng bốn FA Cup, trên sân của Brighton & Hove Albion, Arseanl giành chiến thắng với tỷ số 3–2. Anh ghi bàn thắng thứ hai của anh cho Arsenal một lần nữa trước đối thủ Tottenham, lần này thì Arsenal đã thất bại với tỷ số 2-1. Ngày 6 tháng 4, Mertesacker phải nhận chiếc thẻ đỏ đầu tiên trong màu áo Arsenal sau khi anh phạm lỗi với Shane Long trong vòng cấm địa nhằm ngăn cản cầu thủ này ghi bàn. Tuy nhiên, Arsenal vẫn giành chiến thắng với tỷ số 2–1.

#### Mùa giải 2013-14
Mertesacker được làm đội trưởng sau khi Mikel Arteta & Thomas Vermaelen chấn thương. Anh ghi bàn vào lưới Stoke City F.C. vào ngày 22/9/2013 sau tình huống Mesut Özil thực hiện quả phạt. Sau đó anh ghi bàn giúp Arsenal thắng Borussia Dortmund 1-0 tại vòng bàng UEFA Champions League 2013–14. Phong độ xuất sắc của anh giúp cho CLB thi đấu tốt khi giúp CLB đứng đầu BXH đến cuối tháng 11. Nhờ đó, anh được bầu vào đội hình tiêu biểu của năm cùng với đồng đội Aaron Ramsey. Ngày 13/1/2014, anh có trận thứ 100 cho CLB trong chiến thắng 2-1 trước Aston Villa F.C. trên sân khách; anh gia hạn hợp đồng với the Gunners vào 4/3/2014
Ở bán kết cup FA, anh ghi bàn gỡ hòa 1-1 trước Wigan Athletic F.C. ở 82', về sau Arsenal thắng 4-2 trên chấm penalty, anh cũng đã mắc lỗi khiến cho Wigan mở tỷ số 1-0 trước đó; anh cũng góp mặt trong trận chung kết cup FA với Hull City A.F.C. vào ngày 17/5/2014, trận đó Arsenal thắng 3-2 sau 120' thi đấu với các bàn thắng của Santi Cazorla (19'), Koscielny (71'),Ramsey (109') và giành chức vô địch FA cup lần thứ 11.

## Sự nghiệp đội tuyển quốc gia
Vào tháng 9 năm 2004, Jürgen Klinsmann, huấn luyện viên của đội tuyển Đức, đã triệu tập Mertesacker cho trận đấu vào ngày 9 tháng 10 năm 2004 gặp Iran. Anh có màn ra mắt ở đội tuyển quốc gia chưa đầy hai tuần sau sinh nhật lần thứ 20 khi anh vào sân trong hiệp hai để thay thế cho Christian Wörns.
Là một cầu thủ trầm tĩnh nhưng hiệu quả, anh đã trở thành sự lựa chọn hàng đầu ở vị trí trung vệ của đội tuyển Đức, đá cặp với Robert Huth, Christoph Metzelder, và sau đó là Heiko Westermann. Tại Confederations Cup 2005 tổ chức trên sân nhà, anh đã thi đấu trọn vẹn 90 phút trong cả năm trận của đội tuyển Đức và ghi được một bàn thắng ở vòng bảng, tại giải đấu đó tuyển Đức đã giành được vị trí thứ ba.
Tại World Cup 2006 trên sân nhà, Mertesacker kết hợp cùng với Metzelder ở trung tâm hàng phòng ngự. Sau khi tuyển Đức giành chiến thắng ở trận tứ kết sau loạt sút penalty trước Argentina, Mertesacker đã bị tấn công bởi một cầu thủ dự bị bên phía Argentina, Leandro Cufré. Anh đã bị một chấn thương nhẹ ở bắp đùi và nhận một cú đá vào háng. Sau khi tuyển Đức để thua trước tuyển Ý ở bán kết, Mertesacker đã phẫu thuật một bên chân và tinh hoàn ở bên trái (không liên quan đến vụ tấn công trên, nhưng là một chấn thương mà anh mắc phải ở các trận đấu trước đó) và phải bỏ lỡ trận tranh hạng ba. Tuy nhiên, màn trình diễn ấn tượng của anh đã tạo điều kiện cho anh chuyển đến thi đấu cho gã khổng lồ của Bundesliga, Werder Bremen, sau giải đấu này.
Anh là sự lựa chọn hàng đầu trong suốt chiến dịch vòng loại Euro 2008 và đá chính trong tất cả các trận đấu của tuyển Đức ở vòng chung kết. Do những vấn đề chấn thương ở đầu mùa giải 2009-10, anh đã bỏ lỡ một vài trận ở chiến dịch vòng loại World Cup 2010 nhưng anh vẫn giữ được vị trí số một ở hàng phòng ngự sau khi bình phục chấn thương. Mertesacker ghi bàn thắng thứ hai của anh cho đội tuyển Đức vào ngày 17 tháng 10 năm 2012 trong trận đấu với Thụy Điển. Mertesacker thường xuyên mặc áo số 17 ở đội tuyển. Tính đến tháng 6 năm 2013, anh đã có 101 lần khoác áo đội tuyển Đức.
Sau khi đội tuyển Đức giành chức vô địch World Cup 2014, Per Mertesacker tuyên bố chia tay đội tuyển quốc gia sau 10 năm gắn bó, tổng cộng anh đã thi đấu 104 trận và ghi được 4 bàn thắng.

## Phong cách chơi bóng
Với chiều cao 2 m (6 ft 6+1⁄2 in), Mertesacker luôn chiếm lợi thế ở các pha không chiến và cả những tình huống trên mặt đất. Anh thường xuyên sử sụng sức mạnh để tì đè nhằm không cho cầu thủ đối phương tiếp xúc được quả bóng và khả năng tắc bóng để giành bóng trong chân đối phương. Anh hiếm khi vào bóng hụt hoặc thực hiện những pha chơi bẩn. Vấn đề của anh đó là sự chậm chạp và điều này đã được phơi bày trong trận giao hữu trước Ba Lan. Anh đã bù đắp cho sự thiếu tốc độ của anh bằng cách chọn vị trí và óc phán đoán xuất sắc. Mặc dù có thể hình cao to nhưng anh lại là một cầu thủ chơi đẹp và hiếm khi có những tình huống phạm lỗi. Do chiều cao và sức mạnh của mình, Mertesacker cũng là một mối đe dọa đối với khung thành đối phương trong các tình huống cố định.
Mertesacker cũng nổi tiếng là một người có sức chịu đựng cao khi anh thường chơi trọn vẹn 90 phút trong các trận đấu. Anh đã không bỏ lỡ một giây phút nào trong 7 trận đấu của đội tuyển Đức ở World Cup 2010 tại Nam Phi.
Mặc dù thường xuyên bị chỉ trích vì sự trầm lặng của mình, nhưng anh là một cầu thủ tổ chức phòng ngự rất tốt. Mertesacker cũng là một cầu thủ phân phối bóng khéo léo. Anh có trung bình 46,3 đường chuyền mỗi trận ở mùa giải 2010–2011, xếp thứ ba trong đội hình Bremen, và xếp thứ hai về tỷ lệ chuyền bóng thành công, với 82%. Mertesacker thường được kết hợp với một hậu vệ linh động và nhanh nhẹn hơn anh, những người có thể bọc lót tốt trong những tình huống phòng ngự giống như Mats Hummels, Arne Friedrich và gần đây là Laurent Koscielny, mặc dù anh đã tạo lập được một cặp đôi phòng ngự tốt nhất Bundesliga với cầu thủ có dáng vóc tương đồng với anh, Naldo, trong thời gian ở Werder Bremen.

## Cuộc sống cá nhân
Người bạn đời của Mertesacker là một tuyển thủ bóng ném của đội tuyển Đức, Ulrike Stange, và họ đã có với nhau một cậu con trai, Paul (sinh vào tháng 4 năm 2011).
Vào tháng 11 năm 2006, Mertesacker đã thành lập "Per Mertesacker Foundation", ban đầu nhằm hỗ trợ cho gia đình người đồng đội cũ của anh ở Hannover và đội tuyển Đức, Robert Enke, và sau đó là giúp đỡ cho những người mắc bệnh trầm cảm. Kể từ năm 2007 quỹ này đã tổ chức những trận bóng đá từ thiện hàng năm với thành phần là những đồng đội của Mertesacker ở đội tuyển quốc gia và câu lạc bộ, bao gồm Philipp Lahm, Lukas Podolski và Tomáš Rosický cũng như diễn viên hài Oliver Pocher, một thành viên của ban nhạc rock Fury in the Slaughterhouse - Rainer Schumann, và huyền thoại khúc côn cầu trên băng người Đức Uwe Krupp.

## Thống kê sự nghiệp

### Câu lạc bộ
Tính đến 11 tháng 12 năm 2016
| Thông tin câu lạc bộ | Thông tin câu lạc bộ | Thông tin câu lạc bộ | Giải vô địch | Giải vô địch | Cup       | Cup       | League Cup    | League Cup    | Châu Âu | Châu Âu   | Khác    | Khác      | Tổng cộng | Tổng cộng |
| Câu lạc bộ           | Giải vô địch         | Mùa giải             | Số trận      | Bàn thắng    | Số trận   | Bàn thắng | Số trận       | Bàn thắng     | Số trận | Bàn thắng | Số trận | Bàn thắng | Số trận   | Bàn thắng |
| Đức                  | Đức                  | Đức                  | Giải vô địch | Giải vô địch | DFB-Pokal | DFB-Pokal | DFB-Ligapokal | DFB-Ligapokal | Châu Âu | Châu Âu   | Khác    | Khác      | Tổng cộng | Tổng cộng |
| -------------------- | -------------------- | -------------------- | ------------ | ------------ | --------- | --------- | ------------- | ------------- | ------- | --------- | ------- | --------- | --------- | --------- |
| Hannover 96          | Bundesliga           | 2003–04              | 13           | 0            | 1         | 0         | —             | —             | —       | —         | —       | —         | 14        | 0         |
| Hannover 96          | Bundesliga           | 2004–05              | 31           | 2            | 4         | 1         | —             | —             | —       | —         | —       | —         | 35        | 3         |
| Hannover 96          | Bundesliga           | 2005–06              | 30           | 5            | 3         | 0         | —             | —             | —       | —         | —       | —         | 33        | 5         |
| Hannover 96          | Bundesliga           | Tổng cộng            | 74           | 7            | 8         | 1         | 0             | 0             | 0       | 0         | —       | —         | 82        | 8         |
| Werder Bremen        | Bundesliga           | 2006–07              | 25           | 2            | 0         | 0         | 0             | 0             | 10      | 2         | —       | —         | 35        | 4         |
| Werder Bremen        | Bundesliga           | 2007–08              | 32           | 1            | 3         | 0         | 1             | 0             | 9       | 0         | —       | —         | 45        | 1         |
| Werder Bremen        | Bundesliga           | 2008–09              | 23           | 2            | 3         | 1         | —             | —             | 13      | 1         | —       | —         | 39        | 4         |
| Werder Bremen        | Bundesliga           | 2009–10              | 33           | 5            | 5         | 0         | —             | —             | 10      | 0         | 1       | 1         | 49        | 6         |
| Werder Bremen        | Bundesliga           | 2010–11              | 29           | 2            | 2         | 0         | —             | —             | 7       | 0         | —       | —         | 38        | 2         |
| Werder Bremen        | Bundesliga           | 2011–12              | 4            | 0            | 0         | 0         | —             | —             | —       | —         | —       | —         | 4         | 0         |
| Werder Bremen        | Bundesliga           | Tổng cộng            | 146          | 12           | 13        | 1         | 1             | 0             | 49      | 3         | 1       | 1         | 210       | 17        |
| Anh                  | Anh                  | Anh                  | Giải vô địch | Giải vô địch | FA Cup    | FA Cup    | League Cup    | League Cup    | Châu Âu | Châu Âu   | Khác    | Khác      | Tổng cộng | Tổng cộng |
| Arsenal              | Premier League       | 2011–12              | 21           | 0            | 1         | 0         | 0             | 0             | 5       | 0         | —       | —         | 27        | 0         |
| Arsenal              | Premier League       | 2012–13              | 34           | 3            | 3         | 0         | 1             | 0             | 6       | 0         | —       | —         | 44        | 3         |
| Arsenal              | Premier League       | 2013–14              | 35           | 2            | 6         | 1         | 1             | 0             | 10      | 0         | —       | —         | 52        | 3         |
| Arsenal              | Premier League       | 2014–15              | 35           | 0            | 4         | 2         | 0             | 0             | 9       | 0         | 0       | 0         | 48        | 2         |
| Arsenal              | Premier League       | 2015–16              | 24           | 0            | 3         | 0         | 2             | 0             | 6       | 0         | 1       | 0         | 36        | 0         |
| Arsenal              | Premier League       | 2016–17              | 0            | 0            | 0         | 0         | 0             | 0             | 0       | 0         | —       | —         | 0         | 0         |
| Arsenal              | Premier League       | Tổng cộng            | 149          | 5            | 17        | 3         | 4             | 0             | 36      | 0         | 1       | 0         | 207       | 8         |
| Tổng sự nghiệp       | Tổng sự nghiệp       | Tổng sự nghiệp       | 370          | 24           | 39        | 5         | 5             | 0             | 89      | 3         | 1       | 0         | 504       | 32        |

### Bàn thắng ở đội tuyển quốc gia
| #  | Ngày                 | Địa điểm                                          | Đối thủ        | Bàn thắng | Kết quả | Giải đấu                 |
| -- | -------------------- | ------------------------------------------------- | -------------- | --------- | ------- | ------------------------ |
| 1. | 15 tháng 6 năm 2005  | Commerzbank-Arena, Frankfurt, Đức                 | Úc             | 2–1       | 4–3     | Confed Cup 2005          |
| 2. | 16 tháng 10 năm 2012 | Olympiastadion, Berlin, Đức                       | Thụy Điển      | 3–0       | 4–4     | Vòng loại World Cup 2014 |
| 3. | 10 tháng 9 năm 2013  | Sân vận động Tórsvøllur, Tórshavn, Quần đảo Faroe | Quần đảo Faroe | 1–0       | 3–0     | Vòng loại World Cup 2014 |
| 4. | 19 tháng 11 năm 2013 | Sân vận động Wembley, London, Anh                 | Anh            | 1–0       | 1–0     | Giao hữu                 |

## Danh hiệu

### Câu lạc bộ
Werder Bremen
- Bundesliga (á quân): 2007–08
- DFB-Pokal: 2008–09; (á quân): 2009–10
- DFB-Ligapokal: 2006
- UEFA Cup (á quân): 2008–09

Arsenal
- FA Cup: 2014

### Đội tuyển quốc gia
Đức
- FIFA World Cup:  Vô địch (2014),  Hạng 3 (2006, 2010)
- Euro:  Á quân (2008)
- FIFA Confederations Cup:   Hạng 3 (2005)